# Воловецкий район
Воло́вецкий райо́н (укр. Воловецький район) — упразднённая административная единица на севере Закарпатской области Украины.
Административный центр — пгт Воловец.

## География
Площадь 544 км².
Основные реки — Вича, Жденевка.
Район граничит на севере с Турковским и Сколевским районами Львовской области, на юге — со Свалявским, на западе — с Великоберезнянским и Перечинским, на востоке — с Межгорским районами Закарпатской области.

## История
Район образован в 1953 году. Упразднён 30 декабря 1962 года, восстановлен 8 декабря 1966 года

## Демография
Население района составляет 25 474 человек (данные 2006 г.), в том числе в городских условиях проживают около 6306 человек. Всего насчитывается 26 населённых пунктов.
По результатам всеукраинской переписи населения 2001 года в районе проживало 25,2 тысяч человек (94,1 % по отношению к переписи 1989 года).

## Административное устройство
Количество советов:
- поселковых — 2
- сельских — 13

Количество населённых пунктов:
- посёлков городского типа — 2
- сёл — 24